# 48779 Mariko
48779 Mariko è un asteroide della fascia principale. Scoperto nel 1997, presenta un'orbita caratterizzata da un semiasse maggiore pari a 2,6918037 UA e da un'eccentricità di 0,0900860, inclinata di 1,44313° rispetto all'eclittica.